# Bill Doggett
Pour les articles homonymes, voir Doggett.
Bill Doggett, né le 16 février 1916 à Philadelphie (Pennsylvanie) et mort le 13 novembre 1996 à New York, est un pianiste, organiste et arrangeur de jazz et de rhythm and blues américain.

## Biographie
Il commence l'étude du piano à l'âge de huit ans. Il débute, vers 1935, dans l'orchestre de Jimmy Gorham. Fixé à New York, il forme en 1938 un groupe de musiciens, dirigé par Lucky Millinder, au sein duquel il travaille comme pianiste et arrangeur. En 1940, il enregistre ses premiers disques avec l'orchestre de Jimmy Mundy (en), puis retravaille avec Millinder jusqu'en 1942. Ensuite, jusqu'en 1944, il accompagne les Ink Spots et signe des arrangements pour Louis Armstrong, Lionel Hampton et Count Basie. Il travaille à nouveau avec Millinder en 1945, avec Willie Bryant (en) en 1946, avec Louis Jordan en 1947. À partir de 1950, il privilégie l'orgue, d'abord comme accompagnateur d'Ella Fitzgerald, puis en 1952 il forme un combo de rhythm and blues. Plus tard, en 1966, il accompagne la chanteuse (et actrice) Della Reese.
Il se produit dans divers clubs et festivals, tels que le Nice Jazz Festival et le Festival de Jazz d'Antibes Juan-les-Pins.

## Discographie

### Singles
- "Be-Baba-Leba" (voix Helen Humes) (Philo/Aladdin 106) 1945 (#3 R&B)
- "Moon Dust" 1953 (#18 R&B)
- "Early Bird" 1953 (#21 R&B)
- "No More In Life" 1953 (#20 R&B)
- "High Heels" 1954 (#15 R&B)
- "Honky Tonk, Part 1"/"Honky Tonk, Part 2" (King 4950) 1956 (#1(14) R&B/#2(3) Pop)
- "Slow Walk" (King 5000) 1956 (#4 R&B/#19 Pop)
- "Ram-Bunk-Shush" (King 5020) 1957 (#4 R&B)
- "Soft" 1957 (#11 R&B)
- "Leaps And Bounds, Part 1"/"Leaps And Bounds, Part 2" (King 5101) 1958 (#13 R&B)
- "Blip Blop" 1958 (#11 R&B)
- "Hold It!" (King 5149) 1958 (#3 R&B)
- "Rainbow Riot, Part 1"/"Rainbow Riot, Part 2" (King 5159) 1959 (#15 R&B)
- "Monster Party" (King 5176) 1959 (#27 R&B)
- "Yocky Dock, Part 1"/"Yocky Dock, Part 2" (King 5256) 1959 (#30 R&B)
- "Honky Tonk, Part 2" 1961 (#21 R&B)

### 10" LPs
- Bill  Doggett: His Organ And Combo, Volume 1 King 295-82 (1954)
- Bill  Doggett: His Organ And Combo, Volume 2 King 295-83 (1954)
- All Time Christmas Favorites King 295-89 (1954)
- Sentimentally Yours King 295-102 (1955)

### 12" LPs
- Moon Dust King 395-502 (1956)
- Hot Doggett King 395-514 (1956)
- As You Desire Me King 395-523 (1956)
- Everybody Dance The Honky Tonk King 395-531 (1956)
- Dame Dreaming With Bill Doggett King 395-532 (1957)
- A Salute To Ellington King 533 (1957)
- The Doggett Beat For Dancing Feet King 557 (1957)
- Candle Glow King 563 (1958)
- Swingin' Easy King 582 (1958)
- Dance Awhile With Doggett King 585 (1958)
- 12 Songs Of Christmas [reissue of King 295-89 plus 6 additional tracks] King 600 (1958)
- Hold It! King 609 (1959)
- High And Wide King 633 (1959)
- Big City Dance Party King 641 (1959)
- Bill Doggett On Tour [this is NOT a live album] King 667 (1959)
- For Reminiscent Lovers, Romantic Songs By Bill Doggett King 706 (1960)
- Back With More Bill Doggett King 723 (1960)
- The Many Moods Of Bill Doggett King 778 (1962)
- Bill Doggett Plays American Songs, Bossa Nova Style King 830 (1963)
- Impressions King 868 (1963)
- The Best Of Bill Doggett [compilation] King 908 (1964)
- Bonanza Of 24 Songs [compilation] King 959 (1966)
- Take Your Shot King 1041 (1969)
- Honky Tonk Popcorn King 1078 (1970)
- The Nearness Of You King 1097 (1970)
- Ram-Bunk-Shush [compilation] King 1101 (1970)
- Sentimental Mood [compilation] King 1104 (1970)
- Soft [compilation] King 1108 (1970)
- 14 Original Greatest Hits [compilation; reissued as 'All His Hits'] King-Starday 5009 (1977)
- Charles Brown: PLEASE COME HOME FOR CHRISTMAS [this vocal album includes 4 instrumental tracks by Bill Doggett] King-Starday 5019 (1978)

### 12" LPs issues d'autres labels
- 3,046 People Danced 'Til 4 A.M. To Bill Doggett Warner Bros. WS-1404 (1961)
- The Band With The Beat! Warner Bros. WS-1421 (1961)
- Bill Doggett Swings Warner Bros. WS-1452 (1962)
- Rhythm Is My Business (Ella Fitzgerald avec Bill Doggett) Verve V6-4056 (1962)
- Oops! The Swinging Sounds Of Bill Doggett Columbia CL-1814/CS-8614 (1962)
- Prelude To The Blues Columbia CL-1942/CS-8742 (1962)
- Finger-Tips Columbia CL-2082/CS-8882 (1963)
- Wow! ABC-Paramount S-507 (1964)
- Honky Tonk A-La-Mod! Roulette SR-25330 (1966)
- The Right Choice After Hours/Ichiban 4112 (1991)

### CD/compilations
- The EP Collection See For Miles SEECD-689 (1999)
- Honky Tonk: The Very Best Of Bill Doggett Collectables 2876 (2004)
- The Chronological Bill Doggett 1952-1953 Classics (Blues & Rhythm Series) 5097 (2004)
- The Chronological Bill Doggett 1954 Classics (Blues & Rhythm Series) 5175 (2006)

### En sideman
Avec Ella Fitzgerald : 
- Cow Cow Boogie (1943),
- Jacquet in the box (1946),
- Smooth Sailing (1951).

Avec Louis Jourdan :
- Tambouritza Boogie, Lemonade (1950),
- Hot Doggett (1952),
- Honky Tonk (1956),
- Mister Honky Tonk (1980).